# Karimouche
Karimouche, née Carima Amarouche le 6 mars 1977 à Angoulême en Charente, est une chanteuse et comédienne française.

## Biographie
Carima Amarouche ne termine pas son bac mais entreprend des études dans la mode, en obtenant un brevet professionnel spécialisé sur la « couture floue ». Elle est diplômée de l'école ESMOD en 1997.
Elle commence sa carrière comme costumière au sein de la compagnie Käfig. De 2000 à 2007, elle participe aux spectacles Corps et graphiques, Le chêne et le roseau, Terrain vague et à la Biennale de la danse. Pour Terrain vague, elle intervient également en tant que comédienne et danseuse. En 2004, elle crée des costumes pour Alexandra N'Posse et pour Le loup bleu de Kilina Cremona. De 2002 à 2006, elle joue avec la troupe Le nombril du monde (Lyon) dans Pièces détachées, On fait les contes ou encore en seule-en-scène. Elle participe au doublage de jeux vidéo et de dessins animés, tels Harry Potter, Les Minimoys, Need for Speed, etc.
En 2006, elle se lance dans la chanson après sa rencontre avec Philippe Delmas (Artistic Tour). Elle collabore avec Mouss et Hakim Amokrane, Julien Costa (Origines contrôlées), ainsi que son collègue de théâtre, Jacques Chambon (le Merlin de la série Kaamelott), qui signe deux textes, Firmin et Contretemps. Elle enchaîne les festivals, Régions en scènes, le Chaînon, les Découvertes du Printemps de Bourges, le Chantier des Francos. Karimouche cite comme influences musicales Fréhel, Jacques Brel, Édith Piaf, Léo Ferré mais aussi d’autres styles comme Missy Elliott, Björk ou Fantazio, Pauline Croze, Camille ou Java,.
En 2010, Karimouche sort son premier album, Emballage d'origine, sous le label Atmosphériques. Elle enchaine avec une tournée en compagnie de Jean-Pierre Caporossi et Kosh, et donne plus de 450 concerts entre 2010 et 2014, en Europe et à l'étranger. Elle assure la première partie de Zebda et Stromae.
En 2015, elle sort un deuxième album, Action, avec des collaborations avec Magyd Cherfi (Zebda), Mell, R.wan (Java) et Lionel Suarez (accordéoniste, également producteur). Elle enchaîne avec une tournée (en compagnie de Olivier Soumali, Nicolas Mondon, Kosh et Anthony Gata). Le clip de son premier single « Action » est tourné avec les danseurs de la compagnie Pokemon Crew.
En 2021, elle est nommée aux Chroniques lycéennes 2021-2022 de l'Académie Charles-Cros pour sa chanson Princesses de l'album Folies berbères.
À partir de 2016, Carima Amarouche s'engage davantage à l'écran. Elle joue dans des séries télévisées comme Cannabis (2016, diffusion : Arte, réalisation : Lucie Borleteau, production : Tonie Marshall et Tabo Productions), Les sauvages (2019), Les impatientes (2019), Thicker Than Water (2023), Jusqu'ici tout va bien de Nawell Madani (Netflix). Elle est également à l'affiche de plusieurs longs-métrages, sous la direction de Éric Gravel (2021), Fabien Gorgeart (2021), Lise Akoka et Romane Guéret (2022), Ladj Ly (2023), Florence Vignon (2023), Lisa Azuelos (2023)…

## Discographie

### Singles
- 2009 : P'tit kawa
- 2009 : Ché pas c'ke j'veux
- 2015 : Action
- 2020 : Princesses (feat. Flavia Coelho)
- 2020 : Folies Berbères
- 2021 : Apocalypse Now

## Filmographie

### Télévision
- 2016 : Cannabis de Lucie Borleteau (mini-série) : Zohra Kateb
- 2019 : Les Sauvages de Rebecca Zlotowski : Rabia
- 2019 : Les Impatientes de Jean-Marc Brondolo (mini-série) : Malika Jazali
- 2023 : Jusqu'ici tout va bien (série télévisée) : Yasmina
- 2025 : Dans de beaux draps de Stéphanie Pillonca : Rachida
- 2025 : Soleil noir (mini-série Netflix) : Samira

### Cinéma
- 2021 : À plein temps d'Éric Gravel : Mireille
- 2021 : La Vraie famille de Fabien Gorgeart : Nour
- 2021 : De bas étage d'Yassine Qnia : la patronne du bar
- 2022 : À mon seul désir de Lucie Borleteau : la danseuse à la fête de la fin
- 2022 : L'Enfant du paradis de Salim Kechiouche : Karimouche
- 2022 : Les Pires de Lise Akoka et Romane Guéret : la costumière
- 2023 : Bâtiment 5 de Ladj Ly : la capitaine de police
- 2023 : L'Homme debout de Florence Vignon : Louisa Alpharo
- 2023 : La Chambre des merveilles de Lisa Azuelos : Fatima
- 2025 : Les Arènes de Camille Perton

### Jeu vidéo
- 2008 : Burnout Paradise : voix
- 2018 : Burnout Paradise. Remastered : voix

## Récompenses
- 2009 : « Coup de cœur Fnac », au Printemps de Bourges
- 2009 : Prix du jury, Festival Alors Chante ! (Montauban)
- 2009 : Prix du jury, Musicales de Bastia
- 2010 : Prix Charles-Cros, Festival Alors Chante ! (Montauban)
- 2021 : Prix Coup de Cœur chanson francophone de l'Académie Charles-Cros, Printival Boby Lapointe (Pézenas)[9].